# Colegiul iezuit din Poloțk

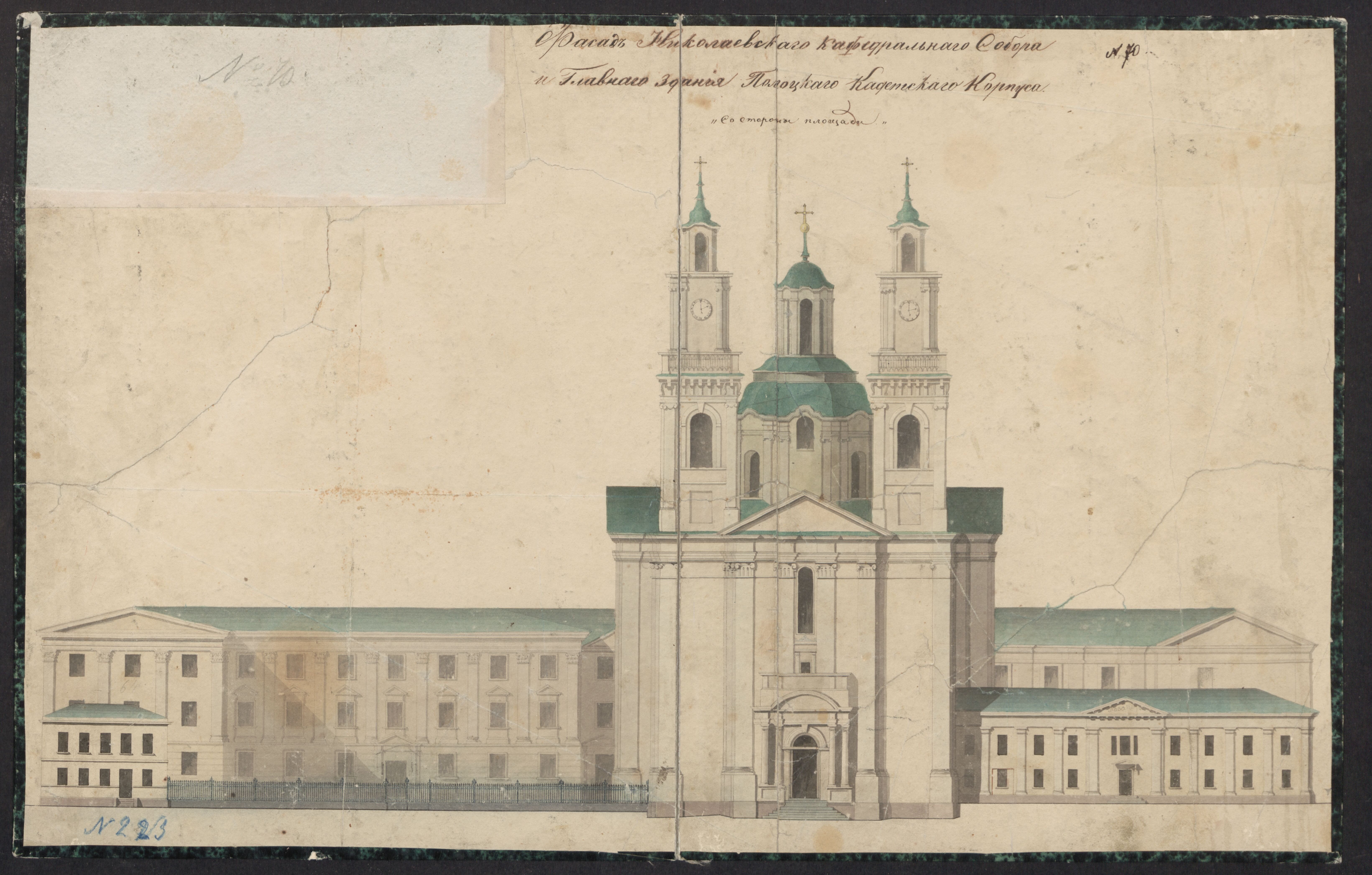
Colegiul iezuit din Poloțk

Colegiul iezuit din Poloțk a fost un colegiu (echivalent cu o școală secundară) din orașul Poloțk, care a făcut parte pe atunci din Marele Ducat al Lituaniei și mai târziu din Imperiul Rus. 
Regele polonez Ștefan Báthory a capturat orașul Poloțk în 1579, în timpul Războiului Livonian și i-a invitat pe iezuiți în oraș, cu speranța de a reduce influența Bisericii Ortodoxe. Iezuiții au fondat în 1580 un colegiu, după modelul Academiei Iezuite de la Vilnius. Primul rector a fost Piotr Skarga. Acestuia i s-a adăugat o facultate de filozofie în 1649 și o facultate de teologie în 1737. După prima împărțire a Uniunii polono–lituaniene din 1772, orașul Poloțk a devenit parte a Imperiului Rus. Colegiul a fost salvat de împărăteasa rusă Ecaterina cea Mare care nu a respectat decretele papale prin care Ordinul Iezuit era desființat. Ca urmare a solicitării lui Joseph de Maistre, colegiul a fost ridicat la rangul de academie (echivalent cu o universitate) în 1812 de către țarul Alexandru I al Rusiei, dar a fost închis opt ani mai târziu, când Alexandru I I-a izgonit pe iezuiți din Imperiul Rus și a închis școlile lor. Biblioteca Academiei, care avea până la 60.000 de volume, a fost dispersată între diferite instituții din Europa de Est. 
Facultatea Pontificală de Teologie din Varșovia, înființată în 1998, revendică patrimoniul istoric al Colegiului iezuit din Poloțk. În anul 2005 fostele clădiri ale colegiului au fost parțial reconstruite și transferate Universității de Stat din Poloțk.